# Gambrus carnifex
Gambrus carnifex är en stekelart som först beskrevs av Johann Ludwig Christian Gravenhorst 1829.  Gambrus carnifex ingår i släktet Gambrus och familjen brokparasitsteklar. Arten är reproducerande i Sverige. Inga underarter finns listade i Catalogue of Life.